# Vintrosa distrikt
Vintrosa distrikt är från 2016 ett distrikt i Örebro kommun och Örebro län.
Distriktet ligger sydväst om Örebro.

## Tidigare administrativ tillhörighet
Distriktet inrättades 2016 och utgörs av socknen Vintrosa i Örebro kommun.
Området motsvarar den omfattning Vintrosa församling hade vid årsskiftet 1999/2000.